# Vladimir Jašić
Vladimir Jašić (in serbo Владимир Јашић?; Čačak, 4 gennaio 1984) è un ex calciatore serbo, di ruolo difensore.